# Sanjar Madi
Sanjar Madi (russisch Санджар Мади/Sandzhar Madi; * 4. August 1986 in Alma-Ata, Kasachische SSR, UdSSR) ist ein kasachischer Schauspieler.

## Leben
Madi wurde in Alma-Ata, seit 1993 Almaty im heutigen Kasachstan, als Sohn einer Lehrerin und eines Schriftstellers geboren. Während seiner Schulzeit am Linguistic Gymnasium von 1993 bis 2003 nahm er an Aufführungen teil, komponierte Musik, war im Zeichnen begabt und war auch tänzerisch tätig. Nach einem mehrjährigen Studium von 2003 bis 2007 in Wirtschaftswissenschaften an der Al-Farabi-Universität folgte eine Ausbildung bei einer Bank. Nach seinem Aufstieg zum Business Relationship Manager folgte der Masters Degree in Finance, den er von 2007 bis 2008 an der T. Ryskulov Kazakh Economic University erhielt. Von 2009 bis 2010 studierte er Deutsch am Goethe-Institut Almaty. Später machte er an der Academy of Arts seine Schauspielausbildung.
Madi begann seine Schauspielkarriere 2009 im Film Obratnaya storona. Nach Mitwirkungen an inländischen Produktionen spielte er 2014 in einer Episode der US-amerikanischen Fernsehserie Marco Polo mit. Von 2011 bis 2016 besuchte er in unregelmäßigen Abständen Schauspielkurse in Los Angeles. 2017 hatte er eine der Hauptrollen in Guardians, 2020 folgte eine Hauptrolle in Yellow Cat.

## Filmografie
- 2009: Obratnaya storona (Обратная сторона)
- 2009: Gorod mechty (Город мечты) (Fernsehserie)
- 2010: Tale of a Pink Hare (Skaz o rozovom zaytse/Сказ о розовом зайце)
- 2010: Spurt (Ryvok/Рывок)
- 2011: Yolki 2 (Ёлки 2)
- 2012: Serdtse moyo – Astana (Сердце моё – Астана)
- 2012: RGNRTed (Kurzfilm)
- 2012: In100Gram (Ин100Грам) (Kurzfilm)
- 2012: The Book of Legends: The Mysterious Forest (Kniga legend: Tainstvennyy les/Книга легенд: Таинственный лес)
- 2013: The Knight’s Move (Khod konem/Ход конем)
- 2014: Hunting the Phantom (Okhota za prizrakom/Охота за призраком)
- 2014: Marco Polo (Fernsehserie, Episode 1x03)
- 2015: The Way Home/Road to Home (Doroga domoy/Дорога домой)
- 2016: Zamuzh v 30 (Замуж в 30)
- 2016: Amanat (Аманат)
- 2017: Guardians (Защитники)
- 2018: The Golden Horde (Zolotaya Orda/Золотая Орда) (Fernsehserie, 16 Episoden)
- 2018: Paris Song (Amre/Амре)
- 2018: Deadly Still (Foto na pamyat/Фото на память)
- 2018: Biznesmeny (Бизнесмены)
- 2018: Clay Pit (Ne chuzhie/Не чужие)
- 2019: Scarlet Sails: A New Story (Alye parusa: Novaya istoriya/Алые паруса: Новая история)
- 2019: Din
- 2019: The Mongolian Connection
- 2019: Atbai's Fight (Boy Atbaya/Бой Атбая)
- 2020: Gelbe Katze (Sary mysyq/Желтая кошка)
- 2020: Ulbolsyn (Ұлболсын)